# Robledillo de Trujillo
Robledillo de Trujillo es un municipio español de la provincia de Cáceres, en la comunidad autónoma de Extremadura. El término municipal, perteneciente al partido judicial de Trujillo, tiene una población de 368 habitantes (INE 2024).

## Historia

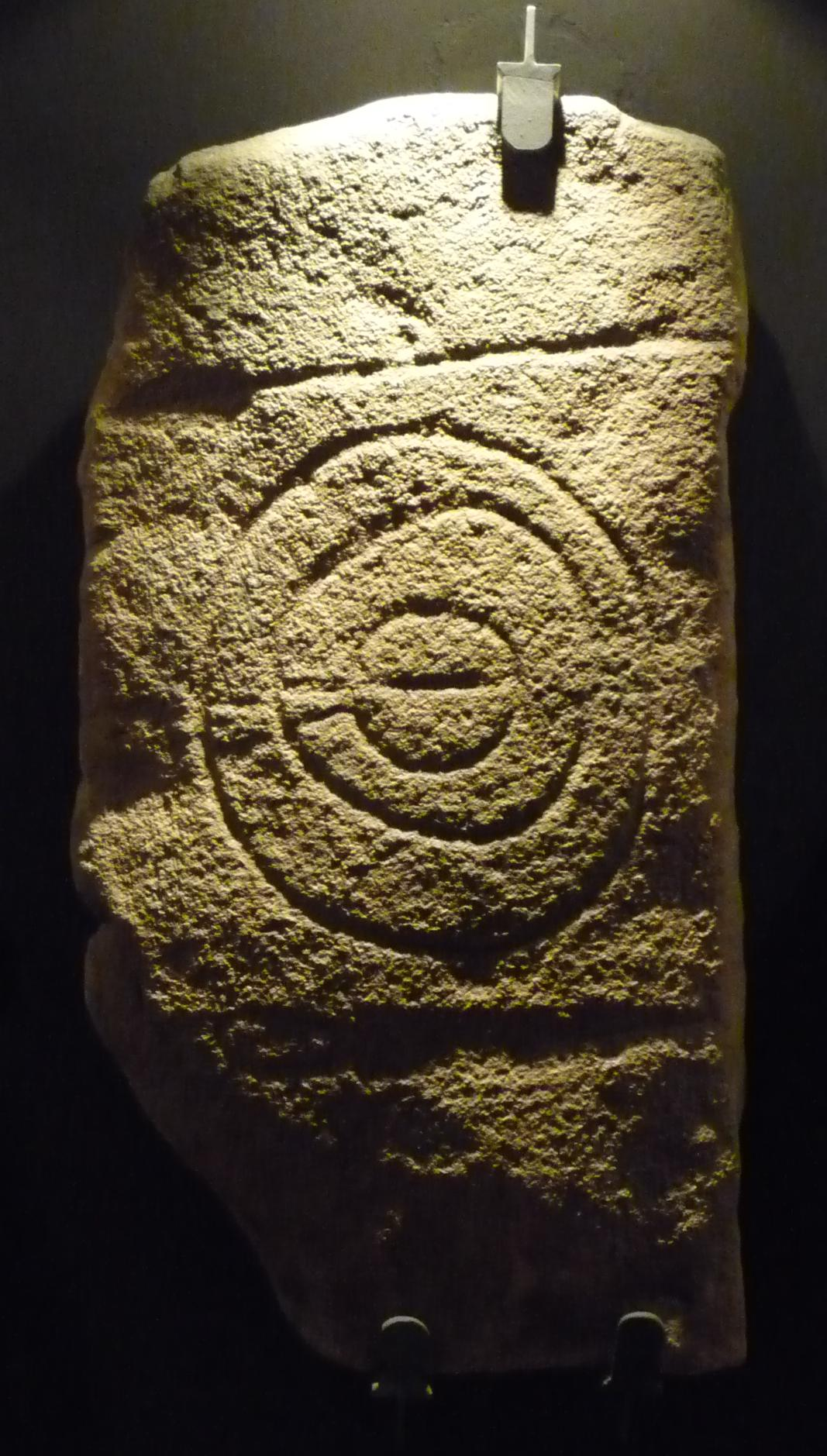
Estela decorada

En Robledillo de don Trujillo, (Cáceres), se halló una estela de granito decorada con grabados de escudo, espada y lanza. Está datada en la Edad del Bronce (siglos IX-VIII a. C.)
En 1594 formaba parte de la Tierra de Trujillo en la provincia de Trujillo.
A la caída del Antiguo Régimen la localidad se constituye en municipio constitucional en la región de Extremadura, entonces conocido como Robledillo. Desde 1834 quedó integrado en el partido judicial de Trujillo. En el censo de 1842 contaba con 170 hogares y 931 vecinos.
A mediados del siglo XIX el lugar tenía contabilizadas 160 casas. Aparece descrito en el decimotercer volumen del Diccionario geográfico-estadístico-histórico de España y sus posesiones de Ultramar de Pascual Madoz de la siguiente manera:

ROBLEDILLO: l. con ayunt. en la prov., y aud. terr. de Caceres (7 leg.), part. jud. de Trujillo (5), dióc. de Plasencia (19), c. g. de Estremadura (Badajoz 18): sit. á la falda N. de una colina bastante elevada en la cord. de la sierra de Sta. Cruz, es de clima templado, reina el viento N. y O. y,se padecen intermitentes y pleuresías. Tiene 160 casas, una escuela de niños dotada con 1,100 rs. de los fondos públicos, á la que asisten 40 en el invierno y muy pocos en las otras estaciones; una igl. parr. (San Pedro), con curato de 2.º ascenso, de provision ordinaria, y al NO. el cementerio. Se surte de aguas potables en pozos algo escasos en años de pocas lluvias. Confina el térm. N. con el de Santa Ana; E. y S. Trujillo; O. Zarra de Montanches 1/2 leg. de N. a S., algo menos de E. á O., y comprende algun monte de encina y mata de roble, varios cercados de pastos naturales, escaso plantío de viñas y olivos y tierras de labor. Le baña el riach. Gibranzo. El terreno es de secano, y de inferior calidad: los caminos vecinales en mal estado: el correo se recibe en la Zarza por el conductor que pasa de Trujillo á Montanches. prod.: trigo, cebada, centeno, avema, garbanzos, vino y aceite; se mantiene ganado lanar negro, cabrio, vacuno y de cerda, y se cria caza menuda. pobl.: 170 vec., 931 alm. cap. prod.: 581,700 rs. imp.: 29,085. contr.: 4,764 rs 5 mrs.
(Madoz, 1849, p. 522)

## Patrimonio
Iglesia parroquial católica bajo la advocación de San Pedro Apóstol, en la archidiócesis de Mérida-Badajoz, diócesis de Plasencia, arciprestazgo de Trujillo.

## Demografía
Robledillo de Trujillo cuenta con una población de 368 habitantes (INE 2024).
| Gráfica de evolución demográfica de Robledillo de Trujillo entre 1842 y 2021                                                                                     |
| |
| Población de derecho según los censos de población del INE Población de hecho según los censos de población del INEEn este censo se denominaba Robledillo: 1842. |

## Personas notables
- Julián Mateos (1938-1996), actor y productor de cine y televisión.